# Huehuecanauhtlus
Huehuecanauhtlus tiquichensis
Genre
Espèce
Huehuecanauhtlus est un genre éteint de dinosaures Hadrosauroidea connu du Crétacé supérieur (stade santonien) du Michoacán, dans l'ouest du Mexique. Il contient une seule espèce, Huehuecanauhtlus tiquichensis.

## Étymologie
Huehuecanauhtlus a été décrit et nommé pour la première fois par Angel Alejandro Ramírez-Velasco, Mouloud Benammi, Albert Prieto-Márquez, Jesús Alvarado Ortega et René Hernández-Rivera en 2012 et l'espèce type est Huehuecanauhtlus tiquichensis. Le nom générique est dérivé du náhuatl (groupe de dialectes apparentés aux langues aztèques) huehuetl, signifiant « ancien » et canauhtli, signifiant « canard » en référence à ses affinités avec les Hadrosauroïdea. La prononciation correcte du nom générique est « UEUE-CANA-UHh-TLUS ». Le nom spécifique, tiquichensis, honore la ville de Tiquicheo (en), pour la générosité et l'hospitalité de ses habitants pendant la saison des travaux sur le terrain.

## Découverte
Huehuecanauhtlus n'est connu que de deux individus. L'holotype, IGM  6253, représenté par un crâne fragmentaire (maxillaire gauche partiel et fragment dentaire) et un squelette post-crânien comprenant quatre vertèbres cervicales, neuf vertèbres dorsales, quatre épines neurales dorsales, une diapophyse dorsale, cinq côtes dorsales droites, sept côtes dorsales gauches, sept épines neurales sacrées, sept diapophyses sacrées, une diapophyse caudale, trois vertèbres caudales, deux épines neurales caudales, huit tendons ossifiés fragmentaires, l'ilium partiel gauche et droit et pubis partiel gauche et droit. Le plus petit paratype, IGM 6254, est représenté par un fragment de dentaire gauche, deux dents et une prézygapophyse cervicale.
Les deux spécimens ont été collectés dans la localité de Barranca Los Bonetes (ceb), à Tuzantla (en), Michoacán. L'holotype provenait de la sixième zone fossilifère, tandis que le paratype provenait de la troisième zone, d'une formation sans nom, datant de l'étage santonien du Crétacé supérieur, vers 85,8-83,5 Ma.

## Description
Ramírez-Velasco et al. (2012) ont identifié Huehuecanauhtlus par une combinaison unique de caractères. Par exemple, deux dents exposées sur le plan occlusal du tiers rostral et du tiers postérieur du dentaire et du maxillaire, respectivement. Il avait sept vertèbres sacrées et de hautes épines neurales des vertèbres postérieures, étant entre 3,5 et 4 fois plus hautes que leurs centres correspondants. Comme chez Claosaurus, son processus supra-acétabulaire atteint 75% de la longueur de la plaque iliaque centrale, avec un sommet situé au-dessus du coin postéro-ventral de la tubérosité ischiatique. Il diffère des autres Hadrosauroidea en possédant un processus pré-acétabulaire extrêmement dévié de l'ilion, de sorte que le grand axe bissecteur du processus forme un angle inférieur à 130 ° avec le plan horizontal défini par les pédoncules ischiaque et pubien. Il peut être différencié des Hadrosauroïdea basaux par le profil concave très profond du bord dorso-médian de la plaque iliaque, adjacent au processus supra-acétabulaire. Une analyse phylogénétique réalisée par Ramírez-Velasco et al. (2012) a trouvé une grande polytomie de tous les Hadrosauroidea qui sont plus dérivés que Probactrosaurus, mais moins dérivés que les Hadrosauridae. L'exclusion de Claosaurus, Jeyawati, Levnesovia, Nanyangosaurus, Shuangmiaosaurus et Telmatosaurus de la polytomie a entraîné une topologie plus nette. Le cladogramme ci-dessous montre la position phylogénétique de Huehuecanauhtlus parmi les autres Hadrosauroïdea suivant cette topologie (les relations au sein des Hadrosauridae ne sont pas représentées).